# Norman Chad
Norman Chad, né en 1958, est un journaliste et chroniqueur sportif américain. Il commente notamment les World Series of Poker sur la chaîne sportive ESPN avec Lon McEachern (en). Il est également un présentateur occasionnel de l'émission Pardon the Interruption (en) sur ESPN.

## Présentation
Il écrit une chronique hebdomadaire intitulée Couch Slouch et diffusée dans plusieurs journaux, parmi lesquels le Washington Post ou le Houston Chronicle. Chaque chronique se termine par la séquence Ask the Slouch (Demande à la feignasse) où Chad répond à des questions posées par les lecteurs. Chaque lecteur voyant sa question sélectionnée gagne 1,25 $. La meilleure question a souvent comme réponse « Pay the man, Shirley » (« Paie-le, Shirley »). Il a également écrit pour Sports Illustrated et National Sports Daily (en).
Depuis 2003, Norman Chad apparaît dans la plupart des compétitions de poker couvertes par ESPN, notamment les World Series of Poker et le The United States Poker Championship (en). Il est réputé pour son sens de l'humour et ses commentaires décalés appelés « Norman Chadism ». Il utilise souvent les termes « squadoosh » (rien, posséder une main sans combinaison) ou « whamboozled » (être éliminé d'un tournoi).
L'une de ses blagues les plus récurrentes est ses allusions à ses « mariages ratés ». Dans sa chronique du 30 juillet 2007, Chad annonce qu'il se marie pour la troisième fois et qu'il commence une nouvelle « vie périlleuse ». Il exprime souvent son rejet de ce qu'il appelle le « showboating on poker », l'attitude arrogante et grotesque de certains joueurs comme Phil Hellmuth, Josh Arieh (en) ou Mike Matusow. Il fait également de nombreuses allusions à sa préférence pour la bière Rolling Rock (en).
Au niveau des résultats, lors des World Series of Poker 2012, il a atteint la table finale de l'event #42 $2,500 Omaha /Seven Card Stud Hi/Lo. Il finit 6e et remporte 36 093 $, son plus gros gain en tournoi de poker.
Chad a fait des pronostics sur les matchs de NFL dans sa chronique pendant douze ans. Il affirme qu'il choisissait le vainqueur à pile ou face bien que ses prédictions se révélassent souvent correctes.
En 1993, Chad a publié Hold On, Honey, I'll Take You to the Hospital at Halftime (Confessions of a TV Sports Junkie), un recueil des pensées de Chad sur ESPN en tant que réseau sportif.
Norman Chad est d'ascendance cubaine par sa mère. Il est diplômé de l'université du Maryland.